# 卡斯柏
卡斯柏（英語：Casper，1991年3月22日—），本名储晓祥，曾用艺名中泽祥，出生于中国上海市，中国大陆歌手、词曲作家、音乐制作人、演员，曾是中国大陆男子团体嘻乐门和韩国男子团体Cross Gene成员。

## 演艺经历
卡斯柏本名储晓祥，1991年3月22日出生于中国上海市。卡斯柏在小学四年级时被选拔成为短跑运动员，一年之后转为举重运动员，六年之后因为训练过猛导致腰伤，因此被迫停止运动员生涯。2008年，卡斯柏参加好乐迪「男人KTV」音乐星秀卡拉OK大赛，并最终获得双冠军。同年，卡斯柏参加百事燃情麦克风，并最终获得冠军。之后，卡斯柏签约中国大陆经纪公司东武天下。2009年6月，卡斯柏和王仕豪、陈超尉、卡其珊、朱昱斌共同组成团体嘻乐门。之后，卡斯柏签约韩国经纪公司雅慕斯。2012年6月，卡斯柏和申原昊、金相旻、金容奭、高家宁、寺田拓哉共同组成团体Cross Gene。2016年9月，卡斯柏主演台湾校园电影《终极舞班》，并和邦邦共同演唱该电影的主题曲《十七后》。2017年9月，卡斯柏宣布退出Cross Gene。
2018年卡斯柏返回中國大陸發展，7月开始参加优酷大型音乐对唱剧情式真人秀节目《这！就是歌唱·对唱季》，并最终获得冠军。2019年1月，卡斯柏开始参加爱奇艺青年励志综艺节目《青春有你》，但在同年2月宣布退出。同年6月，卡斯柏发行单曲《This Is the Way》。同年11月，卡斯柏发行单曲《Sweet Love》。同月，卡斯柏发行单曲《Now or Never》。同年12月，卡斯柏发行单曲《Real Fighter》。同月，卡斯柏发行和乃万共同演唱的单曲《太多》。2020年8月，卡斯柏开始参加湖南卫视青春合伙人经营体验节目《中餐厅第四季》，并演唱该节目的主题曲《中国味》。同年12月，卡斯柏开始参加东方卫视、优酷混龄男团竞演真人秀节目《追光吧！哥哥》，并在第三场公演淘汰。同月，卡斯柏发行单曲《尴尬了吗》。同月，卡斯柏开始参加芒果TV情感类观察综艺节目《女儿们的恋爱第三季》。2021年1月，卡斯柏发行单曲《Body》。同月，卡斯柏发行单曲《Flexin》。同月，卡斯柏发行单曲《Time》。同年3月，卡斯柏发行单曲《Me》。同年6月，卡斯柏发行和李秋泽共同演唱的单曲《Hero》。同年8月，卡斯柏发行首张EP《Imperfect》。2022年2月，卡斯柏发行单曲《中国粹》。

## 轶事
卡斯柏曾在2009年和蔡依林共同拍摄百事可乐广告，大约十年后卡斯柏在2019年参加节目《青春有你》，而蔡依林恰好又是该节目的导师之一。节目期间，该广告被网友扒出，卡斯柏笑称是自己的“黑历史”。

## 音乐作品

### 迷你专辑
- 《Imperfect》（2021）

### 单曲
- 《十七后》（2016）
- 《This Is the Way》（2019）
- 《Sweet Love》（2019）
- 《Now or Never》（2019）
- 《Real Fighter》（2019）
- 《太多》（2019）
- 《中国味》（2020）
- 《尴尬了吗》（2020）
- 《Body》（2021）
- 《Flexin》（2021）
- 《Time》（2021）
- 《Me》（2021）
- 《Hero》（2021）
- 《Imperfect》（2021）
- 《中国粹》（2022）

## 影视作品

### 电影
- 《终极舞班》（2016）
- 《热烈》 （2023）

### 常驻综艺节目
- 《这！就是歌唱·对唱季》（2018）
- 《中餐厅第四季》（2020）
- 《女儿们的恋爱第三季》（2020）
- 《追光吧！哥哥》（2020）